# Col Perer
Col Perer è una località del comune italiano di Arsiè in provincia di Belluno.
Amministrativamente è parte della frazione Rivai, mentre dal punto di vista ecclesiastico è compresa nella parrocchia di Mellame.

## Struttura del paese
Col Perer è un piccolo borgo del comune di Arsiè; sorge all'incrocio tra le strade che collegano Arsiè a Lamon, Cima Campo (strada che prosegue per il Trentino) e Cima Lan. Quasi tutte le case che sorgono a Col Perer sono seconde case, usate per lo più nel periodo estivo; va tuttavia sottolineato che nell’ultimo periodo è in costante aumento il numero di persone che decidono di stabilirsi in maniera permanente in questo piccolo borgo.

## Oratorio di Sant'Antonio
Il 30 agosto 1928, a Col Perer, venne benedetta una grande croce, eretta dai montanari. In quell'occasione i Parroci del comune si impegnarono a costruire un Oratorio per permettere alle famiglie dei malgari di seguire la Santa Messa e per permettere ai giovani di essere raccolti per l'insegnamento catechistico.

Nel 1931 iniziarono i lavori di costruzione; le spese furono sostenute dalle parrocchie di Arsiè, Mellame e Rivai, con il contributo di offerte di privati. Il progetto dell'oratorio fu affidato all'ing. Spiridione Padovan, e i lavori vennero effettuati dalla ditta Domenico Perotto. Il terreno su cui sorge l'oratorio è stato donato da Ettore De Marchi.

Il 13 giugno 1931 la cappella venne ufficialmente inaugurata e intitolata a Sant'Antonio da Padova, nel settimo centenario della sua morte.
Una statua di marmo di Carrara fu offerta dal Cavalier Giuseppe Borgarini, scolpita dallo scultore Miozzo, e recata da Padova ad Arsiè il 12 giugno 1931 da Don Antonio Codemo e dal dottor Riva. Il giorno dopo, alle 6:00 ad Arsiè si celebrò una Messa, e poi partì una processione per portare la statua (sorretta da giovani di nome Antonio) all'oratorio di Col Perer. La processione arrivò all'oratorio alle 9:30 e venne celebrata una Messa. Il tabernacolo e i banchi furono donati da fedeli del luogo.

## Istituto pediatrico di Col Perer
Nel 1880, quando su Cima Lan e Cima Campo cominciarono i lavori per la costruzione dei due forti, a Col Perer venne costruita una caserma militare in grado di ospitare molti soldati in caso di guerra. Dopo la prima guerra mondiale, il Ministero della Guerra passò la caserma al Demanio, che ci mandò un custode. Negli anni in cui lo stabile era di proprietà del Demanio, il custode mandato nella colonia, trasformò lo stabile in un luogo di ristoro per montanari e turisti, fino al 1934, quando i dottori Borgherini e Riva acquistarono il ristorante e lo trasformarono in una colonia estiva per ragazzi e ragazze affetti da problemi respiratori e bisognosi di cure montane. Negli anni cinquanta, la colonia di Col Perer era tra i migliori Istituti pediatrici permanenti di tutto il bellunese. Negli anni settanta, a seguito di un ampliamento la struttura venne attrezzata per la permanenza di 200 bambini. Attualmente l'Istituto è in disuso, e cominciano a vedersi i segni di usura provocati dal tempo e dall'abbandono.

## Acquedotto della Luganega
Nel 1894, da Cima Lan venne costruito un acquedotto, rinnovato nel 1905. Esso è servito durante la prima guerra mondiale per rifornire di acqua potabile tutte le strutture del Forte Cima Lan. Durante la seconda guerra mondiale a causa dei bombardamenti e dell'esplosione di bombe tedesche, la gittata della sorgente  diminuì sensibilmente. Lo stato versò L. 500,00 per "danni di guerra"; con questi soldi, la gittata della sorgente venne leggermente aumentata. Altri danni alla Luganega furono causati durante la costruzione dei bacini idroelettrici di Arsiè e Lamon. L'acquedotto attualmente rifornisce di acqua la frazione di Col Perer e la città di Arsiè; inoltre alimenta 3 fontane, nella piazza di Col Perer, nel confine tra Col Perer e Cima Lan e appena sotto la sorgente.

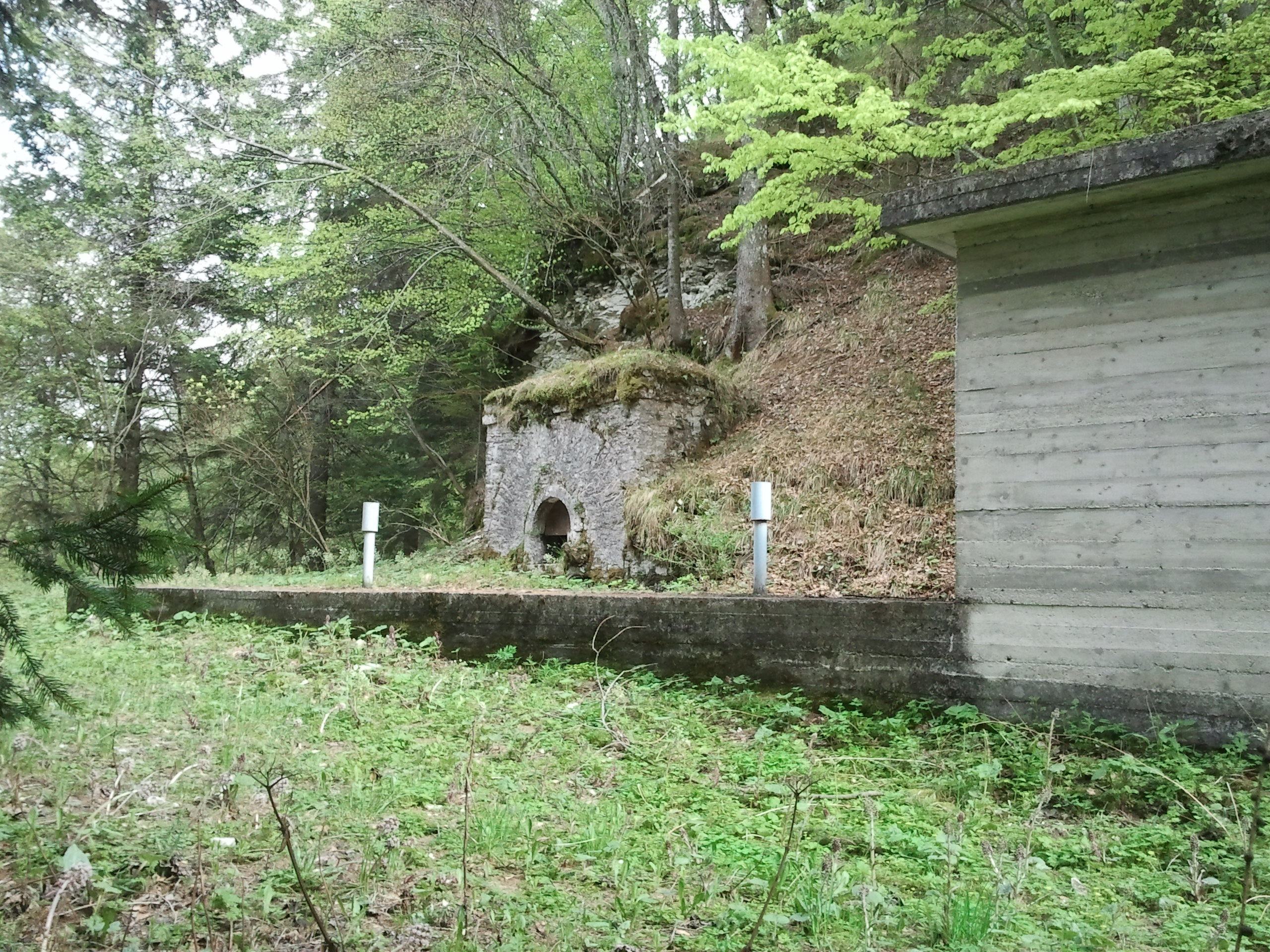
L'impianto della sorgente costruito nel 1905

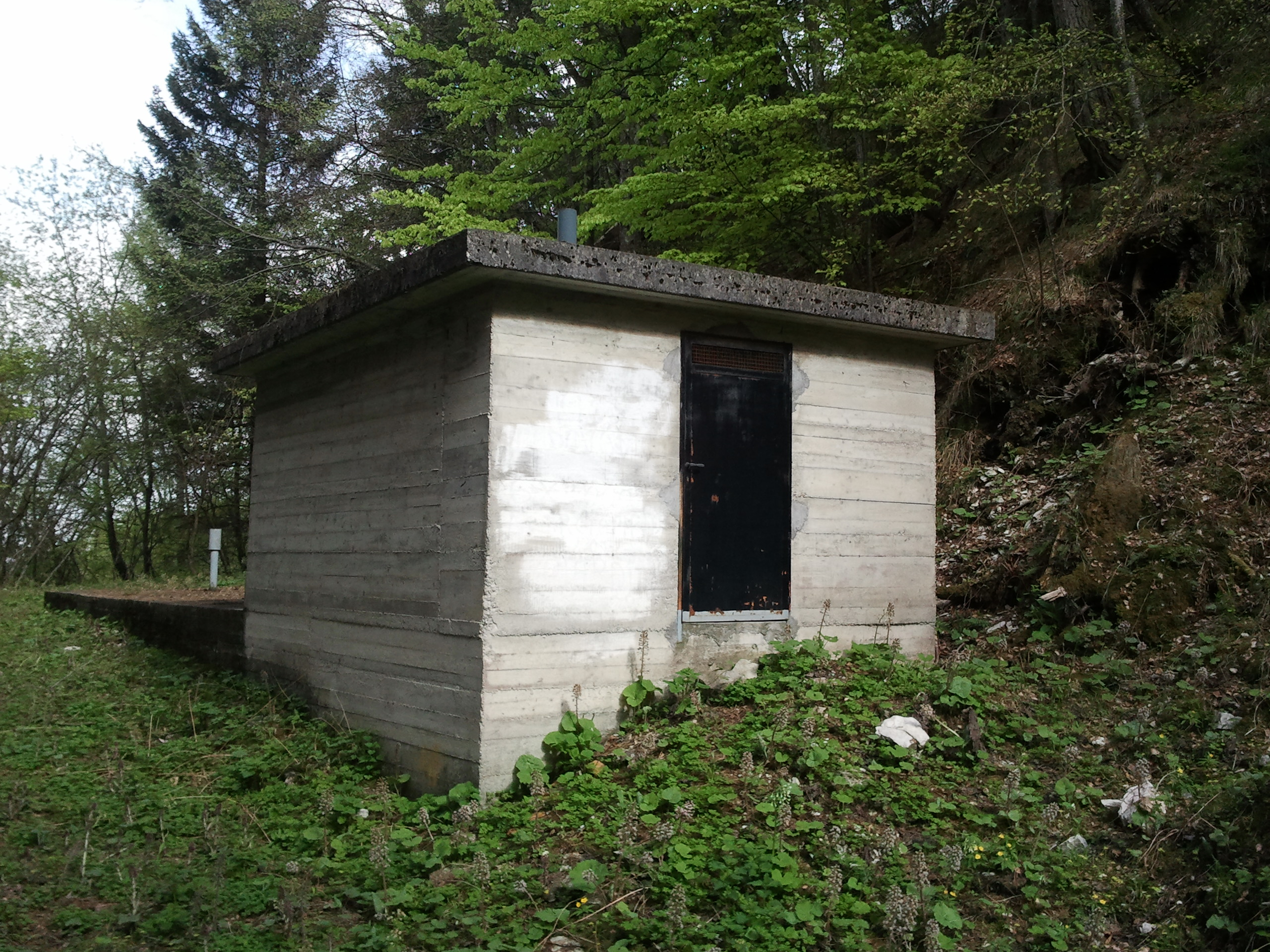
L'impianto attuale